# Swartzia schomburgkii
Swartzia schomburgkii är en ärtväxtart som beskrevs av George Bentham. Swartzia schomburgkii ingår i släktet Swartzia och familjen ärtväxter.

## Underarter
Arten delas in i följande underarter:
- S. s. guayanensis
- S. s. rigida
- S. s. schomburgkii